# 禁室365天之後：今時之慾
《禁室365天之後：今時之慾》（波蘭語：365 Dni: Ten Dzień）改编自波兰著名女作家布兰卡·利平斯卡同名畅销小说系列三部曲之二，为《黑帮大佬和我的365日》的续集作品。此片将透過Netflix于2022年4月27日在波蘭、美國等地上映。本片續集作品《再現之慾》於2022年8月19日上映。

## 演员阵容

### 主要演员
- 安娜-玛丽亚·西克鲁卡 饰演 劳拉·比尔（Laura Biel），高级酒店的工作人员。
- 米凯莱·莫罗尼 饰演 马西莫·托裡切利（Don Massimo Torricelli），西西里黑手党老大，五年前对劳拉一见钟情。安娜的前男友。
- 玛格达莱娜·兰帕斯卡（英语：Magdalena Lamparska） 饰演 奥尔佳（Olga）
- 奥塔尔·萨拉利泽（波兰语：Otar Saralidze） 饰演 多梅尼科（Domenico）[1]
- 西蒙·苏西纳 饰演 纳喬（Nacho）[1]
- 卡米尔·雷米泽斯基（法语：Kamil Lemieszewski）

## 制作

### 拍摄
主体拍摄于2021年5月在意大利和波兰周边地区进行。

## 迴響

### 評價
電影發行後和前作同樣獲得壓倒性的惡評，爛番茄根據17條專業評論，計算出0%新鮮度，成為爛番茄評級為0％的電影列表之一。Metacritic則根據5條評論，僅獲得8分（滿分100分），代表「壓倒式差評」 。本片被Metacritic列名為該站「2022年最差15部電影」排行榜榜首，成為該站2022年度官方最差電影。